# 宝富士大輔
宝富士 大輔（たからふじ だいすけ、1987年2月18日 - ）は、青森県北津軽郡中泊町出身で伊勢ヶ濱部屋所属の現役大相撲力士。本名は杉山 大輔（すぎやま だいすけ）。愛称は、パンダ、角界のマツコ（・デラックス）、たーたん。身長186.0cm、体重167.7.0kg、血液型はAB型。得意手は左四つ、寄り。最高位は西関脇（2016年9月場所）。趣味は音楽鑑賞。好物はオムライス・納豆。嫌いなものは特になし。いわゆる「花のロクイチ組」の1人。

## 来歴

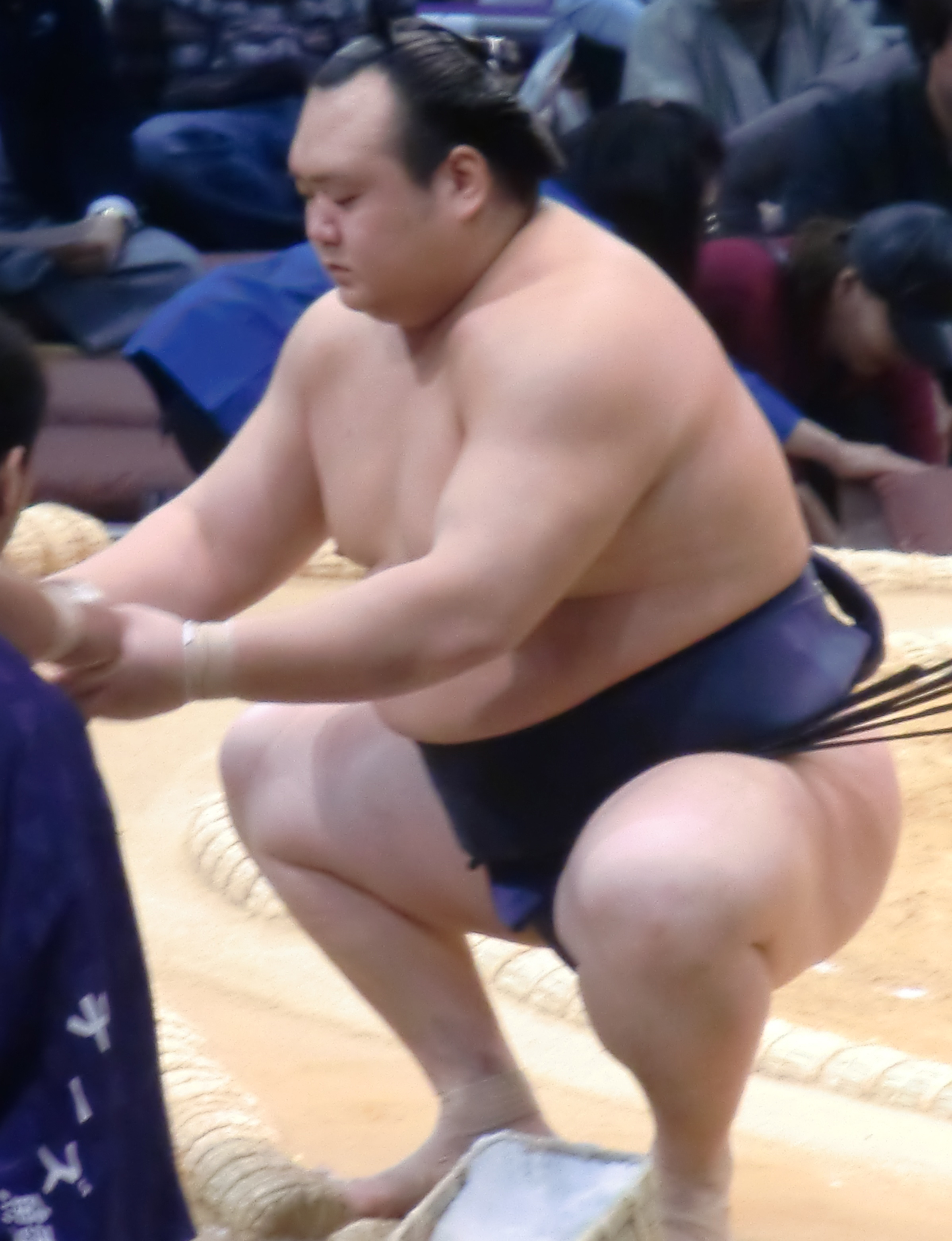
宝富士（2011年11月）

1987年2月18日に誕生。予定日より2週間早い誕生であったが、体重は3250gあった。小学生時代は勉強をよく行い、クラスの友達と漢字テストの競争を行って、毎朝早く起きて30分くらい一生懸命覚えていた。小学3年から父がコーチを務める地元の相撲道場（中里道場）に通い、週2回から3回稽古を行っていたが、当時は無理やり始めたようなもので、乗り気ではなかった。中学は中泊町立中里中学校に進学した。中学2年生の頃には母親にポツリと「やめたい」と口にしており、高校に進学したら相撲を辞めるつもりであったが、3年生の夏ごろから急に力が付き、その年の夏の都道府県中学生選手権で個人3位に入賞。まさかそれほどの成績を残せるとは思いもよらなかったので、母も杉山も驚き、うれしく思い、これにより相撲を続けようという気持ちになったという。この時点で複数の部屋よりスカウトされるものの、入門はせずに五所川原商業高等学校に進学。高校時代は母が30分かけて送り迎えをしていた。高校ではインターハイや国体で個人ベスト8とに入賞したこともあり、そのまま勧誘されて近畿大学へ進学した。大学3年時に全国学生相撲選手権大会準優勝を果たし、大学時代には個人タイトル6冠を獲得した。大学卒業と同時に高校・大学の先輩である年寄・9代伊勢ヶ濱（元横綱・旭富士）が師匠を務める伊勢ヶ濱部屋に入門し、2009年1月場所において初土俵を踏んだ。高校時代に学校で伊勢ヶ濱部屋の合宿があり、そこで部屋と交流したことが入門につながった。

### 入門後
序ノ口と序二段をそれぞれ1場所で通過し、三段目へ昇進した同年7月場所では7戦全勝で三段目優勝を果たして、三段目も1場所で通過した。翌9月場所において幕下へ昇進し、その場所から3場所連続しての勝ち越しを決めた。自己最高位である西幕下2枚目の位置まで番付を上げた2010年5月場所では3勝4敗と自身初となる負け越しを記録したものの、翌7月場所では西幕下5枚目の位置で5勝2敗と勝ち越しを決め、翌9月場所において新十両へ昇進した。十両へ昇進してからも勝ち越しを続け、2011年7月場所において新入幕を果たした。

### 新入幕場所以降
新入幕となった2011年7月場所では4勝11敗と大きく負け越し、翌9月場所では十両に陥落した。同年11月場所で再入幕を果たしたものの、その11月場所でも負け越して1場所で十両へ陥落した。2012年3月場所において3回目の入幕を果たし、その3月場所ではまた負け越してしまったものの、東前頭16枚目の位置で迎えた翌5月場所では10日目の時点で8勝2敗と好調ぶりを示し、11日目から4連敗を喫したものの、最終的には9勝6敗と幕内では自身初となる勝ち越しを果たした。しかし、翌7月場所では6勝9敗と負け越し、続く9月場所でも5勝10敗と大きく負け越して、翌11月場所では十両へ陥落した。翌2013年1月場所において4回目の入幕を果たし、その1月場所では2日目から8連勝して幕内では自己最速となる9日目での勝ち越しを決め、結果的には9勝6敗の成績を挙げた。翌3月場所では幕内では自身初の二桁勝利となる11勝4敗の好成績を挙げた。
2014年5月場所には自己最高位となる西前頭2枚目の位置まで番付を上げたものの、初日から11連敗を喫してしまい、結果的には4勝11敗と大敗した。同年9月場所では10日目に稀勢の里を破って自身初となる大関戦での勝利を挙げ、14日目にも大関・豪栄道を破り、東前頭4枚目の位置で8勝7敗と勝ち越しを果たした。翌11月場所でも琴奨菊と豪栄道の2大関を破って8勝7敗と勝ち越しを決めた。
翌2015年1月場所では自己最高位を更新する東前頭筆頭の位置まで番付を上げ、2日目には横綱・鶴竜を上手投げで破って自身初となる金星を挙げた。その1月場所では7勝8敗と負け越したものの、翌3月場所では西前頭2枚目の位置で8勝7敗と勝ち越しを決め、再び自己最高位となる東前頭筆頭の位置で迎えた翌5月場所でも9勝6敗と勝ち越しを決めた。

### 新三役場所以降
7月場所で新三役の小結に昇進。同年11月場所は西前頭8枚目の地位で10勝5敗。2016年1月場所は東前頭2枚目の地位で土俵に上がり、14日目の豪栄道戦で髷掴みによる反則勝ちを得て勝ち越しを決め、場所を8勝7敗で終えた。続く3月場所では三役に復帰した。3月場所では初日に白鵬を倒し、結果この場所で白鵬に土をつけた唯一の力士となった。しかし以降は勝ち星を伸ばせず6勝9敗に留まり、またも1場所で平幕落ちが確定した。5月場所は7勝8敗で2場所連続の負け越し。7月場所は開幕から好調で、4日目までに3大関から2勝を挙げ、5日目には33連勝中の白鵬を小手投げで下し、再び白鵬の連勝を止めた。終盤までは優勝争いに絡む健闘を見せ、千秋楽の栃煌山戦で変化したことで師匠に激怒されたものの、最終的に10勝5敗で敢闘賞を獲得した。場所入り直前、スマートフォンに「応援しないけど、頑張れ」とアキレス腱断裂で休場中であった兄弟子の安美錦から冗談交じりのメッセージが届き、「自分が勝てば、励みになる」と躍進の原動力とした結果の成績であった。翌9月場所は新関脇に昇進。しかし大関以上に全敗を喫するなど4勝11敗に留まった。前頭5枚目に番付を落とした11月場所は9勝を挙げた。

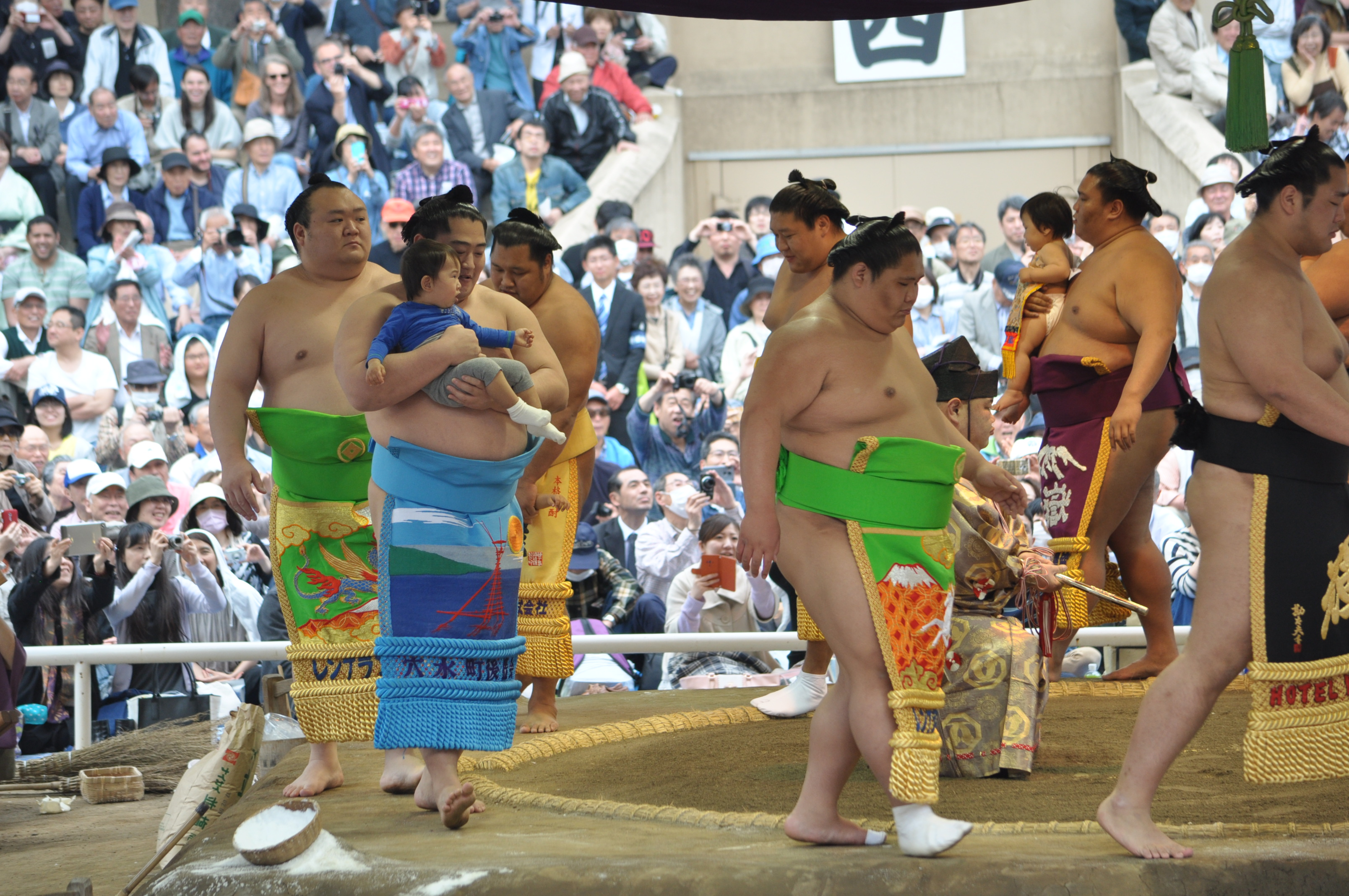
靖国神社奉納大相撲 土俵入りする宝富士関（2017年4月17日撮影）

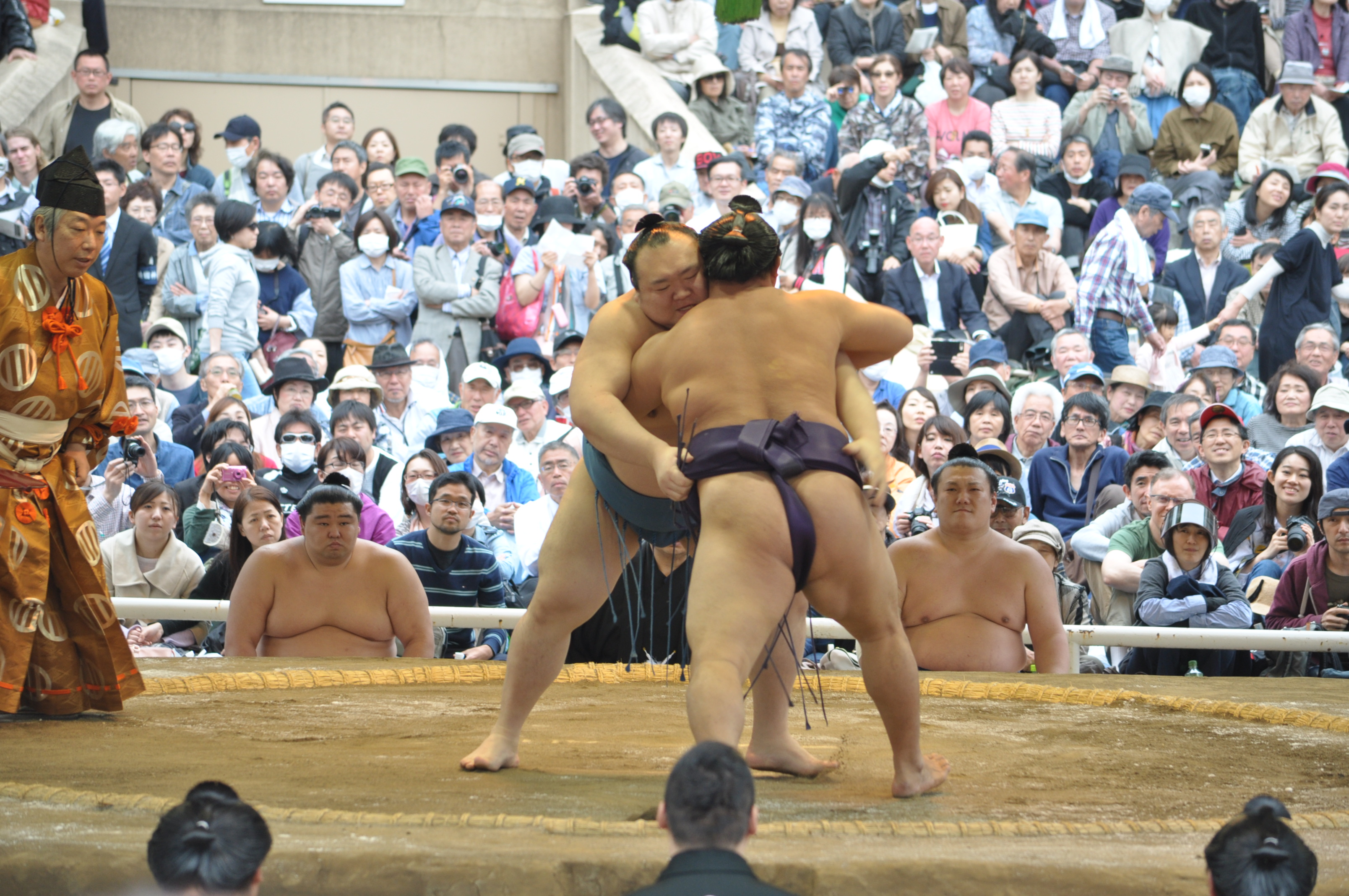
靖国神社奉納大相撲 宝富士関の相手は蒼国来関（2017年4月17日撮影）

2017年1月場所は前頭筆頭に番付を上げて臨んだが、大関以上を相手には不振の琴奨菊から白星をあげたのみで、12日目に負け越しが確定した。3月場所は大関以上との対戦は稀勢の里と鶴竜の2横綱との対戦のみであったが、この2人には敗れたため大関以上からは白星を挙げることができなかった。14日目の髙安戦で1分15秒9の熱戦を繰り広げるもこれに敗れて8敗と負け越しが確定、千秋楽の石浦戦で白星を収めるも結局この場所は7勝8敗に終わった。4月29日、30日の2日間に渡って行われた「ニコニコ超会議場所 2017」ではアドリブでコントを行い、ファンサービスに努めた。5月場所は三役以上の力士とは2人しか顔が合わなかった。6日目まで3勝3敗と5分であったが、残りを全て負けて3勝12敗の大敗。この場所では15番中6番で取組に15秒以上かかり、30秒以上かかったのは4番である。一方で終盤の5番では13日目を除いて6秒以内に相撲が終わっている。7月場所は初日の白星から5日目まではヌケヌケであったが、5日目から6連勝を記録しており、平幕下位にはその力を発揮した上で10日目に勝ち越し。しかし11日目以降は失速して9勝6敗に終わった。西前頭8枚目で迎えた9月場所は中盤に星を稼いで先場所に続いて9勝を挙げた。11月場所は東前頭5枚目で迎えた。序盤から黒星が先行していたが、9日目の横綱・稀勢の里戦に勝利して、自身4度目、8場所ぶりとなる金星を挙げた。ここからさらに3連勝して白星を先行させて臨んだ13日目の横綱・白鵬戦では、肩すかしで白鵬を土俵際まで追いつめるも、切り替えされて白星とはならなかった。7勝7敗で迎えた千秋楽では同郷の小結・阿武咲との取組だったが、電車道で押し出されて7勝8敗と負け越した。
2018年1月場所は10日目に7勝目を挙げたものの11日目から4連敗、それでも千秋楽に勝って8勝7敗。翌3月場所は照ノ富士と安美錦が共に十両に落ちたため、部屋の幕内力士が自身のみとなったが、3枚半上昇とやや番付運に恵まれ、西前頭2枚目の地位で土俵に上がることになった。
2019年2月16日、都内のホテルで6歳年下の夫人との結婚披露宴を開催。夫人とは2017年9月11日に婚姻届を提出し、2018年10月10日には長男が誕生した。師匠の伊勢ヶ濱、伊勢ヶ濱一門の横綱である白鵬、部屋の元横綱である日馬富士を始めとした450人が披露宴に出席した。
2020年11月場所は2013年1月場所以来となる9日目での勝ち越しを決めた。この日の時点で優勝争い首位タイとなる1敗であったが、10日目から3連敗を喫して4敗となり優勝争いから事実上脱落。13日目に白星を得たが残り全て黒星が付いてこの場所は9勝6敗に終わり、「やっぱり厳しいですね」と10勝の大台に乗れなかったことに苦い表情であった。
2022年1月場所は10日目に勝ち越しを決めるなど好調であった。勝ち越しを決めた1月18日は55歳で死去した近大の恩師・伊東勝人の命日。「勝ち越しもかかっていたので、すごい気合入りました」と話し、「大学の時、自分は左半身が多かった。不利になるので、右の使い方を徹底して教えてくれた。それが今に生きている。（勝ち越して）いい報告ができます」と伊東の指導に対する感謝を語った。東前頭8枚目で迎えた同年11月場所、初日からの10連敗の後2連勝したものの2連敗し「2勝のままでは十両への陥落が確実な情勢」から千秋楽勝利し3勝12敗で終えた。
2023年は年間通じて前頭2桁枚数の番付にとどまり、2024年1月場所、東前頭16枚目の地位で6勝9敗に終わり3場所連続の負け越し。続く3月場所は西十両筆頭に陥落し、66場所連続で勤め上げた幕内の地位を離れることとなった。そのため、幕内での連続出場記録が史上6位の990で止まることとなった。
5月場所は5日目の大奄美戦で2017年3月場所以来の初日からの5連勝を決めた。この日の花道では大学の相撲部の同期の千田川（元幕内・徳勝龍）に「幕尻優勝だね」（実際は半枚下の東前頭17枚目の剣翔が幕尻）と冗談を言われ、本人はこれに気持ちが楽になったという。同場所は10日目に勝ち越しを決め、この時点で湘南乃海、小結大の里と並び優勝争いの先頭に立つも、11、12日目に両力士との直接対決に敗れ優勝争いからは脱落、最終的に9勝6敗に終わる。7月場所は西前頭13枚目で4日目から5連敗、13日目から千秋楽まで3連敗するなど5勝10敗に終わり、十両陥落の可能性もあったものの他力士の成績との兼ね合いもあり、9月場所は番付を2枚下げただけの西前頭15枚目残留となる。
9月場所5日目には、初土俵からの通算連続出場回数が1298回となり、元幕内・飛騨乃花を抜いて歴代単独10位に浮上した。

## 取り口
2014年1月場所前に開かれた座談会で相撲甚句歌手の北脇貴士が証言したところによると、肩や胸の筋肉が発達しておりかなり筋肉質であるという。2015年5月場所前の時点では、怪力で知られる照ノ富士よりも重い重量をベンチプレスで持ち上げることができたという。
左四つが得意であり、魁聖は2014年11月場所9日目の取組後に「左四つになったら絶対勝てない。（宝富士は）左四つの化けモンだから」と感想を述べていた。豪栄道も2017年5月場所13日目に「左四つがっぷりにならないように」と宝富士の左四つを恐れるコメントを残した。相手は左を差させないように突き放すことを心掛けるが、しびれを切らして脇が空いたところに差すのが宝富士の勝ちパターンとされる。四つが通用しない場合も、土俵際での突き落としや投げを武器に応戦する。
浦風は「相手の攻めを受け流して土俵際で逆転勝ちするイメージしかない（笑）」と評している。一方で立合いからの積極性があまり高くなく、腰が高いという弱点もある。小さい頃から体が大きかったため頭を付ける相撲はほとんどやったことがなく、新小結の地位を得た2015年7月場所前の稽古で師匠から頭を付ける相撲の指導を受けて戸惑う様子が伝えられたこともある。隆乃若からは「宝富士は、決して器用なタイプではありません。左四つのなり方にも、栃煌山の双差しのような工夫は無く、立ち合い、左肩で当たると、ひたすら左を差しこもうとする動きを繰り返すだけです」と、差し身がうまくないという評価を受けている。場所序盤に出遅れる悪癖もあり、終盤に星勘定を合わせるパターンがざらである。
2016年7月場所終了直後、日馬富士は宝富士の進歩ぶりについて「以前は気持ちが弱く、動き負けしていた。今はもともと持っている力に気持ちがついていっている」と評価。この頃には左を差せない時のための小手投げも体得していた。2016年9月場所前の時点では、35代木村庄之助が「小力というか腕力が強い。ただ、下半身が硬いね。でも、これは直らないだろうな」と座談会で感想を述べている。2016年11月場所前の時点では座談会で鳴戸（元大関・琴欧洲）から「膝が曲がって背中も丸くなれば、力的には大関ですよ」と伸び代を期待されている。2017年1月場所前にお笑い芸人達によって行われた座談会ではビッグスモールンのチロが「最近は押されなくなったというか、地味に強くなっていますね」と評しており、はなわも「僕は同じ左四つの稀勢の里戦を見ていると、徐々に力を付けてきているなという感じがする。昔は全然、通用しなかったから」と分析している。2017年3月場所前の座談会では雷（元小結・垣添）から「左四つに組んだら抜群の力を発揮しますからね。ただ、最近は対戦相手に研究されて、なかなか自分の形にならせてもらえないですね」と明かされている。合い口を見ると、関脇以下では富士東や北太樹といった相四つの力士や、豊響や玉鷲のようなさほど動かない一直線の突き押し力士に対して有利である。反対に、逸ノ城のように巨体を有する力士や碧山などの怪力を誇る喧嘩四つの力士には不利であり、妙義龍や嘉風と言った機動型の突き押し力士にも分が悪い。
30代半ばになっても持久力は衰えを知らず、2021年9月場所7日目には29歳となっていた翔猿と長い相撲を取って音を上げさせて白星を挙げている。これについて北の富士は、場所中でも朝に稽古場へ下りる伊勢ヶ濱部屋勢全体の稽古量を高く評価している。35歳の誕生日を控える2022年1月場所中の時点でも、四股や鉄砲などの基礎運動を欠かさずに行うことから、若い頃と変わらずパンパンに張った体をしているのも特徴。7月場所2日目でも敗れはしたがよく動く一山本に付いて行く機敏さを見せた。

## 合い口
いずれも2025年7月場所終了現在。
（以下は最高位が横綱・大関の現役力士）
- 横綱・豊昇龍には1勝2敗。豊昇龍の大関昇進後は対戦なし。
- 大関・琴櫻には1勝4敗。琴櫻の大関昇進後は対戦なし。
- 元大関・髙安には6勝23敗（うち不戦勝1）。髙安の大関在位中は1勝1敗。(不戦勝1を含む)。
- 元大関・朝乃山には2勝8敗。朝乃山の大関在位中は1勝2敗。
- 元大関・正代には3勝20敗。正代の大関在位中は6敗。
- 元大関・御嶽海には6勝14敗。御嶽海の大関在位中は対戦なし。
- 元大関・霧島には3勝3敗。霧島の大関在位中は対戦なし。

（以下は最高位が横綱・大関の引退力士）
- 元横綱・白鵬には2勝16敗。2016年3月場所で初勝利、7月場所で金星を獲得。
- 元横綱・鶴竜には1勝13敗。鶴竜の横綱在位中は1勝12敗。2015年1月場所で金星を獲得。
- 元横綱・稀勢の里には2勝16敗。稀勢の里の横綱在位中は1勝1敗。2017年11月場所で金星を獲得。
- 元大関・雅山には1勝3敗。
- 元大関・琴欧洲には2敗。
- 元大関・琴奨菊には9勝16敗。琴奨菊の大関在位中は5勝11敗。
- 元大関・豪栄道には6勝13敗。豪栄道の大関在位中は6勝11敗。
- 元大関・栃ノ心には12勝15敗(うち不戦勝1)。栃ノ心の大関在位中は対戦なし。
- 元大関・貴景勝には3勝11敗。  貴景勝の大関在位中は2勝8敗。

## 幕内対戦成績
| 力士名   | 勝数 | 負数 | 力士名     | 勝数 | 負数 | 力士名   | 勝数  | 負数 | 力士名   | 勝数  | 負数 |
| -------- | ---- | ---- | ---------- | ---- | ---- | -------- | ----- | ---- | -------- | ----- | ---- |
| 碧山     | 10   | 22   | 朝紅龍     | 0    | 1    | 朝赤龍   | 2     | 3    | 朝乃山   | 2     | 8    |
| 旭日松   | 1    | 0    | 東龍       | 3(1) | 1    | 阿炎     | 7     | 6    | 荒鷲     | 4     | 3    |
| 阿覧     | 2    | 1    | 勢         | 13   | 10   | 石浦     | 4     | 1    | 逸ノ城   | 4     | 17   |
| 一山本   | 8    | 5    | 宇良       | 1    | 5    | 遠藤     | 16(1) | 17   | 炎鵬     | 1     | 1    |
| 欧勝馬   | 1    | 3    | 阿武剋     | 2    | 1    | 阿武咲   | 8     | 13   | 王鵬     | 2     | 4    |
| 大砂嵐   | 0    | 3    | 大の里     | 0    | 2    | 隠岐の海 | 19    | 11   | 魁聖     | 12    | 10   |
| 臥牙丸   | 7    | 0    | 鏡桜       | 2    | 0    | 輝       | 14    | 9    | 鶴竜     | 1     | 13   |
| 稀勢の里 | 2    | 16   | 北太樹     | 7    | 6    | 北の若   | 2     | 0    | 皇風     | 1     | 0    |
| 木村山   | 1    | 2    | 旭秀鵬     | 6    | 0    | 旭天鵬   | 1     | 6    | 霧馬山   | 3     | 3    |
| 金峰山   | 0    | 6    | 豪栄道     | 6    | 13   | 荒篤山   | 1     | 0    | 豪ノ山   | 0     | 4    |
| 黒海     | 1    | 0    | 琴恵光     | 7    | 3    | 琴欧洲   | 0     | 2    | 琴奨菊   | 9     | 16   |
| 琴勝峰   | 6    | 5    | 琴ノ若     | 1    | 4    | 琴勇輝   | 6     | 5    | 磋牙司   | 0     | 2    |
| 佐田の海 | 15   | 8    | 佐田の富士 | 4    | 5    | 里山     | 1     | 0    | 獅司     | 0     | 2    |
| 志摩ノ海 | 7    | 5    | 常幸龍     | 6    | 1    | 正代     | 3     | 20   | 翔天狼   | 4     | 6    |
| 湘南乃海 | 2    | 4    | 松鳳山     | 6    | 11   | 白熊     | 1(1)  | 1    | 蒼国来   | 4     | 1    |
| 双大竜   | 1    | 0    | 大奄美     | 3    | 0    | 大栄翔   | 9     | 8    | 大翔鵬   | 4     | 2    |
| 大翔丸   | 6    | 3    | 大道       | 2    | 2    | 貴景勝   | 3     | 11   | 貴ノ岩   | 3     | 5    |
| 隆の勝   | 3    | 10   | 隆の山     | 1    | 2    | 高見盛   | 1     | 0    | 髙安     | 6(1)  | 23   |
| 豪風     | 7    | 5    | 玉飛鳥     | 2    | 0    | 玉正鳳   | 1     | 0    | 玉鷲     | 14    | 18   |
| 美ノ海   | 1    | 5    | 千代鳳     | 4    | 4    | 千代翔馬 | 10    | 12   | 千代大龍 | 9     | 10   |
| 千代の国 | 10   | 0    | 千代丸     | 11   | 1    | 剣翔     | 5     | 6    | 剣武     | 1     | 0    |
| 天鎧鵬   | 3    | 0    | 東白龍     | 1    | 0    | 時天空   | 1     | 5    | 時疾風   | 1     | 1    |
| 德勝龍   | 6    | 2    | 栃煌山     | 11   | 11   | 栃ノ心   | 12(1) | 15   | 栃乃若   | 0     | 4    |
| 翔猿     | 4    | 1    | 友風       | 4    | 2    | 豊ノ島   | 4     | 5    | 豊響     | 11    | 3    |
| 錦木     | 7    | 6    | 伯桜鵬     | 1    | 0    | 白鵬     | 2     | 15   | 英乃海   | 0     | 2    |
| 平戸海   | 0    | 2    | 富士東     | 8    | 1    | 豊昇龍   | 1     | 2    | 寶智山   | 2     | 0    |
| 豊真将   | 0    | 1    | 北青鵬     | 3    | 0    | 北勝富士 | 7     | 11   | 舛ノ山   | 2     | 2    |
| 御嶽海   | 6    | 14   | 水戸龍     | 2    | 2    | 雅山     | 1     | 3    | 妙義龍   | 10(1) | 20   |
| 明生     | 8    | 7    | 矢後       | 3    | 0    | 豊山     | 5     | 3    | 嘉風     | 8     | 8    |
| 竜電     | 13   | 4    | 狼雅       | 2    | 2    | 若荒雄   | 0     | 2    | 若隆景   | 1     | 4    |
| 若元春   | 0    | 2    |            |      |      |          |       |      |          |       |      |

※カッコ内は勝数、負数の中に占める不戦勝、不戦敗の数。太字は2025年7月場所終了現在、現役力士。

## エピソード

### マツコ・デラックスに似ている力士
- かねてから顔がマツコ・デラックスと酷似していることが話題となり、新入幕の際には「マツコ似の力士」と各方面で紹介された。宝富士の師匠の9代伊勢ヶ濱からも「よく似てる。マツコ富士に改名しようか」と苦笑されていた[33]。宝富士は2011年8月に日本テレビ『スタードラフト会議』からマツコとの共演を依頼され、その際には直前の同年7月場所において大きく負け越してしまったために断ったものの、その後、日本テレビ『月曜から夜ふかし』2012年4月23日放送分において、番組の司会を務めるマツコと宝富士との初めての対面が実現した。宝富士は「周囲から、せっかくだから共演すれば良かったのに、と言われたところに再度オファーを頂いたので」ということで今回は快諾したといい、「（マツコとは）初めて会いました。『誰あんた』って言われるかと思いましたが、似てる力士がいることは知っててくれました。出るのはちょっとだけでも、収録は面白かったです」と語った[34]。最近では、自身でも髷をほどいて髪を垂らした姿でマツコの物真似を行うようになり、2013年正月に行われた伊勢ヶ濱部屋の新年会でもその一発芸を披露して大受けしていたという[35]。

### メディア出演
- 2013年10月にアメリカのアイスクリームのブランドであるベン&ジェリーズが制作したインターネット版CM「わたしのチャンクは、ちゃんこです」編に出演した。
- 2015年1月5日に放送されたフジテレビ『ネプリーグSP ～草彅剛&大島優子vs日馬富士率いる横綱軍団～』において、横綱の日馬富士や幕内の安美錦らと共に「伊勢ヶ浜部屋軍団」の一員として出演し、草彅剛が率いる「『銭の戦争』チーム」と対決した。対戦では「伊勢ヶ浜部屋軍団」が勝利したが、その対戦中に対戦チームの一員である大島優子から「たーたん」という愛称を付けられて、宝富士はそれにいたく満悦していた。
- 2015年10月3日に生放送されたTBSテレビ『オールスター感謝祭'15秋 チーム対抗サバイバル!クイズ王座決定戦!!』において安美錦、誉富士、お笑いタレントのあかつと共に「伊勢ヶ濱部屋チーム」の一員として出演。伊勢ヶ濱部屋チームは合計149ポイントで総合成績2位となり賞金80万円を獲得した。

### 郷土関連
- 元関脇・出羽の花の出来山は自身ともに青森県北津軽郡中泊町出身。2016年5月場所10日目は停年退職を記念してNHK解説に出演した出来山が見守る中で取組を行い、白星を獲得。取組後「テレビ解説に、出来山親方（元関脇出羽の花）がいたんで。気合入りました。同郷の先輩なんで」とコメントした。少年時代、地元で開催された子供相撲大会「出羽の花杯」に出場し、一緒に記念撮影したこともあった。支度部屋では「会うたびに声を掛けてもらって。三役に上がった時には雪駄（せった）をいただいて。一門も部屋も違うのに、故郷の先輩からそうやってもらって、うれしかったんで。今日はいい相撲を取ろうと思ってたんです」と熱い思いを明かした。[36]
- 近大時代、先輩の誉富士ら青森出身の仲間と一緒に青森県内の深浦の海に行ったことがあったが、その時宝富士は岩に膝をぶつけて血まみれに。以来、海に誘われると宝富士は必ず砂浜を希望するようになった[37]。

### 取組関連
- 2019年11月場所中日、対戦相手は大関（当時）・髙安で、当初宝富士らと共に幕内土俵入りへ上がっていた。ところが髙安は、その後支度部屋での準備運動中に急性腰痛症（ギックリ腰）を発して歩けなくなってしまい、髙安自らこの日の取組を急遽不戦敗・休場を表明[38]。突如不戦勝と成った宝富士本人は「本当にビックリしました。こんな事ってあるんですかね？」と、戸惑いを隠せなかった。因みに宝富士は、前の2019年9月場所中日にも不戦勝が有り、2場所連続しての珍事となった[39][40]。
- 翌2020年1月場所9日目、関脇陥落直後で大関特例復帰を目指した休場明けの髙安と対戦。8日目で髙安は3勝5敗と絶体絶命だったが、宝富士に押し出されて6敗目を喫して、此処で髙安の大関復活が完全消滅となった[41]。
- 2025年1月場所中日、ここまで7勝無敗だった千代翔馬を土俵際のとったりで破り、先場所（2024年11月場所）9日目から続いていた千代翔馬の連勝を14で止め、自身はこの場所4連敗スタートから4連勝で星を五分に戻した際は、「昼にガリガリ君を買ったら当たりが出た。ついてるのかなと思っていたら、本当についていた」とコメント[42]。しかし、翌9日目以降は再度不調となり、12日目の玉正鳳戦を除いて全敗（3連敗が2回）を喫し、5勝10敗でこの場所を終えた。

### 徳勝龍との関係
- 徳勝龍と同じく花のロクイチ組の宝富士は「大学から20年くらいずっと一緒にいて、切磋琢磨してきました。節目の時にも連絡を取り合い、本当に家族のような存在でした」と盟友・徳勝龍の引退に寂しそうにしていた[43]。

### 食生活
- 血糖値が高いので普段の食事では白米の代わりにもち米、五穀米、マンナンヒカリを混ぜた代替品を食べている[44]。

### その他
- 台覧相撲にはあまり強くないようであり、2017年5月場所初日に皇太子夫妻が観戦した中で白星を挙げた際には「5、6回目で初めて勝って良かった」と台覧相撲の成績について曖昧ながら話していた[45]。
- 2021年9月場所中、横綱土俵入りの太刀持ちを行うことによる体力的な負担を指摘されると、宝富士本人は「僕はどちらかというと横綱土俵入りした方が体も動いて調子がいい。いい方向にいっていると思う」と前向きに捉えていた[46]。
- 部屋公式ホームページによると、尊敬する人、好きなタイプは「師匠」とあり、好きな言葉としては「師匠の言うこと全部」とあるなど、伊勢ヶ濱に心酔している様子がうかがえる[47]。

## 主な成績
2025年7月場所終了現在

### 通算成績
- 通算成績：673勝710敗（98場所）
  - 通算連続出場回数：1383回（歴代7位、継続中）
  - 初土俵からの通算連続出場回数：1383回（歴代7位、継続中）
- 幕内成績：544勝626敗（78場所）
  - 幕内連続出場：1005回（歴代6位）

### 各段優勝
- 三段目優勝：1回（2009年7月場所）

### 三賞・金星
- 三賞：1回
  - 敢闘賞：1回（2016年7月場所）
- 金星：3個
  - 白鵬1個（2016年7月場所）
  - 鶴竜1個（2015年1月場所）
  - 稀勢の里1個（2017年11月場所）

### 場所別成績
| | 一月場所 初場所（東京） | 三月場所 春場所（大阪） | 五月場所 夏場所（東京） | 七月場所 名古屋場所（愛知） | 九月場所 秋場所（東京） | 十一月場所 九州場所（福岡） |
| --- | ----------------------- | ----------------------- | ----------------------- | --------------------------- | ----------------------- | --------------------------- |
| 2009年 （平成21年） | （前相撲）              | 西序ノ口25枚目 6–1      | 西序二段58枚目 6–1      | 東三段目91枚目 優勝 7–0     | 東幕下58枚目 6–1        | 東幕下28枚目 5–2            |
| 2010年 （平成22年） | 東幕下20枚目 5–2        | 西幕下12枚目 6–1        | 西幕下2枚目 3–4         | 西幕下5枚目 5–2             | 西十両12枚目 9–6        | 西十両7枚目 9–6             |
| 2011年 （平成23年） | 東十両5枚目 8–7         | 八百長問題 により中止   | 東十両3枚目 9–6         | 西前頭10枚目 4–11           | 西十両筆頭 9–6          | 西前頭14枚目 5–10           |
| 2012年 （平成24年） | 東十両2枚目 10–5        | 東前頭14枚目 6–9        | 東前頭16枚目 9–6        | 西前頭10枚目 6–9            | 西前頭12枚目 5–10       | 西十両筆頭 9–6              |
| 2013年 （平成25年） | 西前頭14枚目 9–6        | 東前頭10枚目 11–4       | 東前頭3枚目 6–9         | 東前頭7枚目 9–6             | 東前頭3枚目 5–10        | 東前頭8枚目 8–7             |
| 2014年 （平成26年） | 東前頭7枚目 7–8         | 東前頭8枚目 9–6         | 西前頭2枚目 4–11        | 東前頭9枚目 9–6             | 東前頭4枚目 8–7         | 東前頭2枚目 8–7             |
| 2015年 （平成27年） | 東前頭筆頭 7–8 ★        | 西前頭2枚目 8–7         | 東前頭筆頭 9–6          | 東小結 4–11                 | 西前頭4枚目 4–11        | 西前頭8枚目 10–5            |
| 2016年 （平成28年） | 東前頭2枚目 8–7         | 西小結 6–9              | 西前頭筆頭 7–8          | 西前頭2枚目 10–5 敢★        | 西関脇 4–11             | 西前頭5枚目 9–6             |
| 2017年 （平成29年） | 東前頭筆頭 6–9          | 西前頭3枚目 7–8         | 西前頭4枚目 3–12        | 東前頭13枚目 9–6            | 西前頭8枚目 9–6         | 東前頭5枚目 7–8 ★           |
| 2018年 （平成30年） | 東前頭6枚目 8–7         | 西前頭2枚目 5–10        | 西前頭6枚目 7–8         | 東前頭7枚目 7–8             | 東前頭8枚目 7–8         | 西前頭8枚目 7–8             |
| 2019年 （平成31年 /令和元年） | 東前頭10枚目 9–6        | 西前頭7枚目 8–7         | 東前頭6枚目 8–7         | 西前頭5枚目 6–9             | 西前頭8枚目 9–6         | 東前頭3枚目 6–9             |
| 2020年 （令和2年） | 東前頭6枚目 7–8         | 東前頭7枚目 9–6         | 感染症拡大 により中止   | 東前頭3枚目 5–10            | 西前頭5枚目 7–8         | 東前頭6枚目 9–6             |
| 2021年 （令和3年） | 東前頭2枚目 9–6         | 東前頭筆頭 3–12         | 西前頭7枚目 7–8         | 東前頭8枚目 8–7             | 西前頭5枚目 8–7         | 東前頭4枚目 5–10            |
| 2022年 （令和4年） | 西前頭7枚目 9–6         | 東前頭5枚目 6–9         | 東前頭7枚目 4–11        | 西前頭12枚目 9–6            | 東前頭5枚目 5–10        | 東前頭8枚目 3–12            |
| 2023年 （令和5年） | 東前頭16枚目 8–7        | 西前頭12枚目 8–7        | 西前頭10枚目 5–10       | 西前頭15枚目 9–6            | 東前頭12枚目 7–8        | 東前頭13枚目 6–9            |
| 2024年 （令和6年） | 東前頭16枚目 6–9        | 西十両筆頭 8–7          | 西前頭16枚目 9–6        | 西前頭13枚目 5–10           | 西前頭15枚目 10–5       | 西前頭10枚目 8–7            |
| 2025年 （令和7年） | 西前頭8枚目 5–10        | 東前頭12枚目 3–12       | 東十両3枚目 5–10        | 西十両7枚目 4–11            | x                       | x                           |
| 各欄の数字は、「勝ち-負け-休場」を示す。 優勝 引退 休場 十両 幕下 三賞：敢=敢闘賞、殊=殊勲賞、技=技能賞 その他：★=金星 番付階級：幕内 - 十両 - 幕下 - 三段目 - 序二段 - 序ノ口 幕内序列：横綱 - 大関 - 関脇 - 小結 - 前頭（「#数字」は各位内の序列） |                         |                         |                         |                             |                         |                             |